# Maxim Hamel
Maxim Adolf Hamel (Nijmegen, 15 augustus 1928 – Amsterdam, 20 februari 2001) was een Nederlands theater- film- en televisieacteur. Hij was de zoon van de acteur en kunstschilder Jack Hamel en de broer van acteur Jules Hamel, kunstschilder Vincent Hamel en decorontwerper/kunstschilder Niels Hamel.

## Biografie
Hamel speelde nadat hij de theaterschool had afgemaakt een tijdje bij enkele theatergezelschappen zoals de Nederlandse Comedie, Ensemble, Theater, Toneelgroep Noorder Compagnie en Toneelgroep Centrum. Hij debuteerde in 1951 bij De Nederlandse Comedie in het toneelstuk Een engeltje van niets. In de jaren zestig en zeventig ging hij meer aan het werk als televisieacteur. Tevens ging hij zich in deze tijd bezighouden met regiewerk, en speelde hij in enkele films als Makkers, staakt uw wild geraas (1960) van Fons Rademakers, en De leeuw van Vlaanderen (1985) van Hugo Claus.
In de jaren tachtig keerde hij nog eenmaal terug naar het toneel en ging spelen bij het Nooy’s Volkstheater. Al snel bleek het theaterwerk hem minder te interesseren dan voorheen, vooral doordat hij minder zin had in reizen. Daarom stopte hij definitief met theater.
In de jaren negentig speelde hij mee in Goede tijden, slechte tijden in de rol van Rolf Huygens.
Hamel overleed op 72-jarige leeftijd. Hij was enkele jaren getrouwd met de actrice Winnifred Bosboom.

## Rollen
- Jenny (1958)
- De zesde etage - als Jonval, tegenspeler van Edwige Hochepot, (Sonja Brill) (1958)
- Makkers, staakt uw wild geraas (1960)
- De vier dochters Bennet - Charles Bingly (1961)
- Rififi in Amsterdam - Bert Oliemans (1962)
- Maigret en de kruidenier - Bob d'Anseval (1964)
- Ik kom wat later naar Madra - (1965)
- L'Homme d'Amsterdam - Jan Vermeer (1976-1979)
- Bloedverwanten (1977)
- De Fabriek - Karel Freeken (1981)
- Mevrouw Ten Kate - Meneer de Wit (1987-1991)
- Spijkerhoek - Conte Accumulo (1990)
- Medisch Centrum West - Joop Stevens (1991)
- Goede tijden, slechte tijden - Rolf Huygens (1991)